# Kurzwellenrundfunk

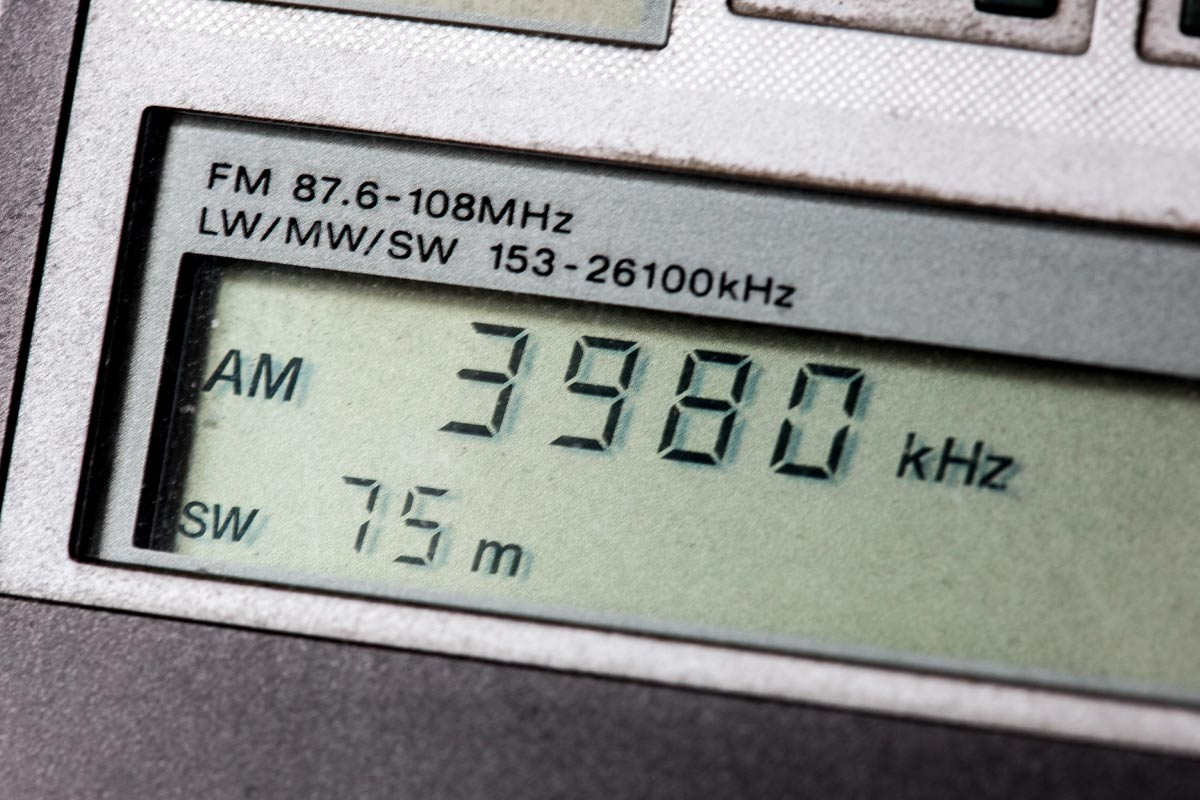
Weltempfänger, auf 3980 kHz Kurzwelle (KW,) eingestellt

Mit dem Begriff Kurzwellenrundfunk bezeichnet man Rundfunk, der auf den Kurzwellenbändern verbreitet wird. Diese entsprechen dem Frequenzbereich von 3.200 kHz bis 26.100 kHz, unterteilt in mehrere „Bänder“ für den Hörfunk.
Die Rundfunkausstrahlungen auf Kurzwelle spielten in den Anfängen der Radiogeschichte eine wichtige Rolle. Seit dem Zweiten Weltkrieg wurde er von wechselnden Staaten und mit wechselnder Zielsetzung als Propagandainstrument für eine internationale Hörerschaft eingesetzt. Die Hochzeit des internationalen Kurzwellenrundfunks war im Kalten Krieg zwischen 1960 und 1980. Mit dem Aufkommen anderer Techniken zur Verbreitung von Hörfunkprogrammen wie Satelliten- und Kabelrundfunk sowie IP-basierten Übertragungen verlor der Kurzwellenrundfunk an Bedeutung. Auch Initiativen zur Digitalisierung des Rundfunkbandes fruchteten nicht und so senden heute sehr viel weniger Stationen in diesem Frequenzbereich als zu Spitzenzeiten (Stand 2022).

## Geschichte
Der Kurzwellenrundfunk spielte innerhalb der Entwicklung des Hörfunks schon früh eine wichtige Rolle. Die Hochzeit des Kurzwellenrundfunks war die Zeit des Kalten Krieges. Viele Staaten betrieben Auslandssender und verbreiteten Programme in etlichen Sprachen. Der BBC World Service sendete zeitweise mehr als 30 Sprachdienste über seine Kurzwellen-Relaisstationen in ehemaligen britischen Kolonien.
Der Beginn des Kurzwellenrundfunks geht in die späten 1920er-Jahre zurück. Am 31. Januar 1925 war die erste Kurzwellenrundfunkübertragung aus den Vereinigten Staaten in Deutschland zu hören.
Am 1. Januar 1929 traten die Frequenzvereinbarungen der Washingtoner Funkkonferenz in Kraft, bei der neben der Mittelwelle auch Frequenzen im Kurzwellenbereich vergeben wurden. Am 28. August nahm der Weltrundfunksender seinen offiziellen Betrieb im 31 m-Band auf. Am 30. September hielt der Schriftsteller Alfred Döblin auf der Arbeitstagung „Dichtung und Rundfunk“ seine Rede „Literatur und Rundfunk“. Am 25. Dezember übernahm der US-Sender NBC das auf Kurzwelle ausgestrahlte und in den USA empfangene Weihnachtsprogramm; es war der erste Programmaustausch mit den USA. Im Januar 1932 wurde dieses Austauschabkommen erweitert. Am 19. August stellte die Reichspost auf der Funkausstellung in Berlin den ersten Radioempfänger mit Kurzwellenempfangsmodul vor.

### Ab 1930
Kurz- und Mittelwellenausbreitung erfordert internationale Wellenpläne zur Koordinierung der verfügbaren Rundfunkfrequenzen. Der erste Frequenzplan war der Genfer Wellenplan von 1926, der aber lediglich die Frequenzen der Lang- und Mittelwellenfrequenzen regulierte. Trotz etlicher Nachfolge-Wellenpläne konnte die Anarchie im Kurzwellenband nie grundlegend behoben werden. Man versuchte aber in der Nachkriegszeit, Rundfunk in den Meterbändern und sonstige Funkdienste voneinander zu trennen, was größtenteils gelang, sowie ein 10 kHz-Raster in den Rundfunkbändern einzuhalten, was mit 5 kHz-Zwischenschritten überwiegend gelang.
In der Zeit des Nationalsozialismus strahlte der Deutsche Kurzwellensender als ein Auslandsrundfunkprogramm des Dritten Reiches sein Programm aus. Er sendete ab dem 1. April 1933 über Kurzwelle und war weltweit bis kurz vor Kriegsende zu empfangen und sendete 1938 rund um die Uhr Sendungen in 12 Sprachen. Kein anderer Hörfunksender nutzte zu jener Zeit den Kurzwellenrundfunk in diesem Ausmaß zur Selbstdarstellung und Propaganda. Daneben wurde mit Germany Calling ein weiterer Auslandssender betrieben, der sich hauptsächlich an Großbritannien und die USA richtete.
Im Zweiten Weltkrieg diente der Kurzwellenrundfunk primär als Propagandainstrument. Neben ihren staatlichen Sendern stellten die Alliierten wie die Deutschen Programme mit „schwarzer Propaganda“, also gezielter Desinformation zusammen, die Briten etwa in Form des Tarnsenders Soldatensender Calais.
Der BBC World Service und Radio Moskau sendeten Informationen über das Kriegsgeschehen über die Kurzwelle. Das Hören dieser sogenannten „Feindsender“ war bei Strafen bis hin zur Todesstrafe im Gebiet des Deutschen Reichs durch die Nazis verboten. Diese „Rundfunkverbrechen“, zum Beispiel das Hören des deutschen Dienstes der BBC, wurden dennoch als Quelle für unbeschönigte Informationen über den Kriegsverlauf wahrgenommen. Gesendet wurden diese Programme über Kurzwelle und Mittelwelle, da nur eine Minderheit der Bevölkerung über Empfangsgeräte mit Kurzwelle verfügte. Die für die breite Masse der deutschen Haushalte entwickelten und erschwinglichen Volksempfänger-Modelle (der VE301 und seine Nachfolger) waren absichtlich lediglich für die Lang- und Mittelwellenbereiche ausgelegt und, aufgrund ihrer einfachen Bauweise, nur zum Empfang starker Sender geeignet.
Bereits vor dem Krieg waren privat betriebene Kurzwellensender aktiv, weil sie es kleinen politischen Gruppen ermöglichten, weltweit Gehör zu finden. Die Nazis setzten dagegen drastische Maßnahmen ein und verschärften das „Gesetz gegen die Schwarzsender“ am 24. November 1937. Die Novellierung des Gesetzes bestrafte nun auch jeden, der einen solchen Sender ohne Genehmigung der Reichspost baute oder bei sich verwahrte, mit Zuchthaus.

### Kalter Krieg
Die Rolle des Kurzwellenrundfunks wandelte sich in der Zeit des Kalten Krieges. Die Auslandssendungen dienten eher zur unterschwelligen politischen Propaganda und zur Vermarktung der eigenen Ideologie weltweit. Die 1970er und 1980er Jahre waren die Blütezeit des Kurzwellenrundfunks. Weltweit wurden von vielen Ländern leistungsstarke Sender betrieben, um ihre Auslandsprogramme zu verbreiten. Potente Rundfunkanbieter, wie Radio Moskau, die BBC, Radio France Internationale, die Voice of America, Radio Beijing u. a. sendeten Sprachdienste im zweistelligen Bereich.
Gezielt nutzten auch die USA den Kurzwellenrundfunk für politische Beeinflussung mit Sendern wie Radio Free Europe/Radio Liberty, die antikommunistische Sendungen in osteuropäischen Sprachen ausstrahlten. In umgekehrter Richtung waren es zum Beispiel Radio Moskau, Radio Tirana oder der Sender Frieden und Fortschritt. Als neutral versuchte sich zum Beispiel Radio Schweden International zu positionieren.
Das Hören von Ostblock-Sendern konnte in den USA in der McCarthy-Ära als antiamerikanischer Umtrieb gewertet werden und ernsthafte Konsequenzen für den Hörer nach sich ziehen. In den kommunistisch regierten bzw. stalinistischen Ländern war das Hören ausländischer Sendungen in bestimmtem Zeiten bei Strafe verboten. Die Sendungen wurden von Störsendern, die Störgeräusche wie Pfeifen, Rauschen oder Stimmengewirr auf den benutzten Kurzwellen-Frequenzen ausstrahlten, gestört (Jamming). Dies gilt als Verstoß gegen das Menschenrecht auf freie Wahl der Informationsquelle. Auch Sender wie die Deutsche Welle, der Rundfunk im amerikanischen Sektor (RIAS Berlin), die Voice of America und der BBC World Service wurden gestört. Auch wurden nationale Sender auf den Frequenzen unliebsamer Sender betrieben. So sendeten einige kubanische Radiostationen ihr Inlandsprogramm auf Frequenzen von Radio Martí und anderen populären Mittelwellen-Stationen aus Florida, um den Empfang in Kuba zu erschweren. Im Irak benutzte der Inlandsdienst von Radio Bagdad einige der Kurzwellen-Frequenzen von Radio Sawa, dem arabischen Programm der US-Informationsbehörde.
Mit den antiimperialen Befreiungsbewegungen weltweit entstanden immer wieder politische Oppositions- und Untergrundsender (Clandestine stations), die je nach Standort illegal (nach lokaler Gesetzesauslegung am Senderstandort), geduldet oder legal betrieben wurden. Die Sender fielen häufig durch technische Probleme auf. Die Sender waren außerhalb der für Rundfunk reservierten Bänder, wenn auch häufig nur knapp außerhalb zu finden.

### 2000 bis 2022
Die Deutsche Welle sendete über Jahrzehnte über Kurzwelle, stellte jedoch ihren Kurzwellensendebetrieb am 29. Oktober 2011 größtenteils ein. In Österreich wurde im Frühjahr 2003 der Auslandsdienst Radio Österreich International vom Österreichischen Rundfunk eingestellt. Seitdem wurde zunächst knapp eine Stunde täglich, seit spätestens 2011 nun 70–80 Minuten täglich, das Inlandsprogramm Ö1 auf Kurzwelle übertragen. Auch die Schweiz stellte ihren Auslandsdienst Schweizer Radio International Ende Oktober 2004 ein. Stattdessen wurde das Angebot auf eine Internetpräsenz verlagert; dort werden Nachrichten und Berichte angeboten. Als Gründe für die Einstellung werden häufig hohe Kosten und eine mangelhafte Klangqualität genannt. Mit dem Aufkommen des Satellitenradios und Internet-Streams nahm die Bedeutung des Kurzwellenrundfunks in Europa, Nordamerika und Australien stark ab.
Der analoge UKW-Hörfunk kann aufgrund der verwendeten Frequenzmodulation (FM) und einer größeren Bandbreite eine deutlich bessere Empfangsqualität als die im Kurz-, Mittel- und Langwellenbereich verwendete Amplitudenmodulation (AM) bieten. Bei ihm tritt normalerweise kein Schwund auf, wie man ihn auf den Langstrecken-Frequenzbereichen als dauerndes Auf-und-ab-Schwanken der Signalstärke öfters erleben kann. Ab den 1980er Jahren wurden FM-Sender, auch in abgelegenen Gebieten, zum Standard.
Nach dem Ende der Kurzwellenausstrahlungen öffentlich-rechtlicher Anbieter starteten auch im deutschsprachigen Raum vermehrt kleine private Veranstalter auf Kurzwelle (z. B. Verbreitung über den Anbieter Shortwaveservice seit 2007). Pioniere des privaten Sektors waren ursprünglich religiöse Stationen, so auch der Evangeliumsrundfunk (ERF, 1961). 1993–95 wurde das Informationsprogramm Radioropa Info auf Kurzwelle aus Tschechien verbreitet. Seit den 2000er-Jahren kommen auch Sendeanlagen in Deutschland und Österreich für private Anbieter zum Einsatz. In den USA wurde 1989 die National Association of Shortwave Broadcasters (NASB) gegründet.

### Seit 2022
Kurz nach dem Beginn des Krieges Russlands gegen die Ukraine begann die BBC Anfang März 2022 Kurzwellensender zu reaktivieren, um Hörer in der ukrainischen Hauptstadt Kiew und in Teilen Russlands zu erreichen. Die BBC hatte 2008 alle Kurzwellensendungen für Europa eingestellt und nutzte seitdem Rebroadcasting (Ausstrahlung durch Andere), Satellitenausstrahlungen und diverse Internet-basierte Kanäle. Diese stehen jedoch in den Zielgebieten durch den Krieg und durch russische Zensur nur noch eingeschränkt zur Verfügung.
Die Sender Voice of America und Radio Free Europe/Radio Liberty reaktivierten ihr Kurzwellenprogramm, um der Zuhörerschaft in Russland eine zur dortigen Regierung gegenläufige Position zu bieten, die insbesondere dann hörbar bleibt, wenn in Russland das Internet seitens der Machthaber eingeschränkt oder gesperrt wird.
Insgesamt ist staatliche Propaganda für Zielgruppen im Ausland nicht mehr auf den Kurzwellenrundfunk beschränkt, sondern auf diverse Ausspielungswege diversifiziert, die vor allem in Russland, aber teils auch anderen Ländern zu neuen Medienstrategien geführt haben:
- reguläre Sender über Kabel und Satellit wie z. B. Rossija RTR
- Internetradio
- Internetfernsehen und Videoplattformen im Internet, z. B. RT (Fernsehsender), teilweise mit Programmübernahmen im örtlichen Lokalfunk, wie z. B. chinesische Beeinflussung im Sachsen Fernsehen
- UKW-Sender hauptsächlich im Rahmen von Beteiligungen, Programmübernahmen, darunter u. a. auf Radio Impala und neutralen Sendern
- Neugründung von Hörfunksendern auf privatwirtschaftlicher Basis mit inoffizieller politischer Agenda, wie z. B. im Fall von Radio Impala oder SNA-Radio bzw. Mega Radio SNA (inzwischen alle eingestellt)
- Internetplattformen mit einer Crossover-Ausspielung auf verschiedenen Plattformen, z. B. Sputnik (Nachrichtenportal) als Nachfolger der Nachrichtenagentur RIA Novosti und des ehemaligen Kurzwellendienstes Stimme Russlands
- Soziale Netzwerke mit Troll-Armeen

## Physikalische Eigenschaften
Kurzwellensignale besitzen aufgrund ihrer sehr guten Reflexionseigenschaften an der Ionosphäre eine sehr große Reichweite. Deshalb werden die Kurzwellenbänder für den weltweiten Rundfunkbetrieb genutzt.
Der Empfang einer Sendung setzt voraus, dass die Sendefrequenz zwischen der niedrigsten und der höchsten für den Weg zwischen Sender und Empfänger nutzbaren Frequenz liegt. Diese ändern sich abhängig von Zeit und Frequenzbereich; das so genannte Funkwetter unterliegt weiteren, insbesondere sonnenphysikalischen Einflüssen.
Bei Wellenlängen von 40 Metern und mehr ist als Tageszeit die Nacht, als Jahreszeit der Winter und im elfjährigen Sonnenfleckenzyklus das Minimum für die Signalausbreitung am günstigsten. Bei Wellenlängen unter 20 Metern ist es jeweils umgekehrt; Jahre in der Nähe des Sonnenfleckenmaximums bieten sehr gute Voraussetzungen für weltweiten Fernempfang auf diesen Bändern. Frequenzen dazwischen sind oftmals zu allen Tageszeiten nutzbar.

## Einsatz
In manchen Ländern wurde oder wird der Kurzwellenrundfunk auch für die nationale Rundfunkversorgung genutzt. In Staaten mit dünner Besiedlung, großer Ausdehnung und/oder aus topographischen Gründen war der Ausbau flächendeckender UKW-Senderketten kostspielig. Vor dem Ausbau von Satellitentechnik konnten so viele Hörer in Ländern mit geringer technischer Infrastruktur erreicht werden. In Australien nutzte, in Indien nutzt nach wie vor die öffentlich-rechtliche Rundfunkgesellschaft Kurzwellensender für die Versorgung ihrer Flächenländer. Auch in den Andenregionen Südamerikas boten Kurzwellenaussendungen Reichweitenvorteile gegenüber UKW-Abstrahlungen.

### Wettbewerb mit dem Internet
Das Betreiben von Kurzwellen-Sendeanlagen ist relativ teuer. Da mit dem Ende des Kalten Krieges sowohl die Motivation, aus Propagandagründen zu senden, als auch die Notwendigkeit, „neutrale“ Informationen bereitzustellen, zurückgegangen ist, gibt es einen Trend, Kurzwellensendungen einzustellen oder zu vermindern (Beispiel Danmarks Radio, Radio Monte Carlo, Voice of the Mediterranean, Radio Österreich International, Radio Tirana, IBB/VoA, die deutschsprachigen Sendungen von Radio Schweden und der BBC World Service für Europa und Nordamerika). Häufig wird dabei als möglicher Ersatz auf Internet-Radio oder auf Podcasts verwiesen.
Das Betreiben eines „Internetradio-Senders“ beziehungsweise das Verbreiten einer Rundfunksendung über Internet ist unvergleichlich preiswerter als das Betreiben von Kurzwellensendern. Es gibt keine Frequenzknappheit oder Probleme mit der Wellenausbreitung. Die per Internet zu erzielenden Reichweiten sind groß – allerdings werden gerade jene Gegenden nicht erreicht, die technisch unterversorgt sind oder in denen abweichende Ansichten aus politischen Gründen staatlicherseits unterdrückt werden und in denen folglich auch das Internet zensiert wird (z. B. China, Iran, Nordkorea). In diesen Gebieten ist der Kurzwellenrundfunk nach wie vor eine der wenigen echten Informationsquellen.

### Motivation
Von Rundfunkveranstaltern, die in den 2010er oder 2020er Jahren ihren Kurzwellenbetrieb ausgeweitet haben, werden unter anderem als Gründe genannt:
- dass so die Sendungen auch dann (angesichts eines Krieges) zur Verfügung stehen, wenn lokale Mobilfunknetze und sonstige mediale Infrastruktur nicht mehr funktionieren[8],
- um in einem Land mit bedrohter Medienvielfalt freien Zugang zu Information zu gewährleisten[9],
- dass man für ein begrenztes Budget Millionen von günstigen Kurzwellenempfängern in aller Welt erreichen kann, auch wo Internet nur in schlechter Qualität oder unverhältnismäßig teuer zugänglich ist und dass die Nutzer, anders als bei Webradio, anonym bleiben können.[10]

## Rundfunkbänder im Kurzwellenbereich
| Meterband | Frequenzbereich   | Bemerkung                |
| --------- | ----------------- | ------------------------ |
| 120 m     | 2.300–02.495 kHz  | „Tropenband“, Grenzwelle |
| 90 m      | 3.200–03.400 kHz  | „Tropenband“, Grenzwelle |
| 75 m      | 3.900–04.000 kHz  | nicht in Amerika         |
| 60 m      | 4.750–05.060 kHz  | „Tropenband“             |
| 49 m      | 5.900–06.200 kHz  | weltweit                 |
| 41 m      | 7.200–07.450 kHz  | weltweit                 |
| 31 m      | 9.400–09.900 kHz  | weltweit                 |
| 25 m      | 11.600–12.100 kHz | weltweit                 |
| 22 m      | 13.570–13.870 kHz | weltweit                 |
| 19 m      | 15.100–15.800 kHz | weltweit                 |
| 16 m      | 17.480–17.900 kHz | weltweit                 |
| 15 m      | 18.900–19.020 kHz | weltweit                 |
| 13 m      | 21.450–21.850 kHz | weltweit                 |
| 11 m      | 25.670–26.100 kHz | weltweit                 |

Im Gegensatz zu UKW-Sendern, die rund um die Uhr auf einer festen Frequenz senden, müssen Kurzwellensender ihre Frequenzen mehrmals am Tag ändern. Der Grund ist die Abhängigkeit der Ausbreitungsbedingungen der Kurzwellensignale von der Tages- und Jahreszeit.
Die dem Rundfunkdienst auf Kurzwelle zugewiesenen Frequenzbereiche – auch Frequenzbänder oder Meterbänder genannt – sind über das ganze Kurzwellenspektrum verteilt. Innerhalb der Bänder wird ein 5-kHz-Raster benutzt (Trägerfrequenz xxxx0 kHz und xxxx5 kHz). Historisch arbeiteten aber auch manche Sender außerhalb dieser Bänder und machten, wegen ihrer weit höheren Feldstärken, die entsprechenden Frequenzen für praktisch alle weiteren Nutzer unbrauchbar.
Die Rundfunkbänder sind aus historischen Gründen nach ihren ungefähren Wellenlängen benannt. Das 49-Meter-Band wurde häufig auch Europaband genannt.

## Ehemalige Kurzwellenrundfunksender aus der Schweiz, Österreich, Luxemburg, DDR und BRD
| - 6005 kHz RIAS 1 – Berlin-Britz (1951–1993/DLR 2007) - 6030 kHz SDR 1 – Mühlacker (1949–1998/SWR 2004) - 6075 kHz NWDR/NDR – Osterloog (1955/1956) - 6075 kHz DW – Wertachtal (–2011) - 6085 kHz BR – Ismaning (1958–2010) - 6090 kHz RTL – Junglinster (1957–1992) | - 6115 kHz St.DDR/RBI – Königs Wusterhausen (–1990) - 6155 kHz RÖI – Moosbrunn (1955–2003) - 6165 kHz SRI – Schwarzenburg/Sottens (1939–2004) - 6190 kHz HR – Heiligenstock (1947–1954) - 6190 kHz RB/SFB – Bremen (1961–1999/DLF 2012) - 7265 kHz SWF 3 – Rohrdorf (1964–1998/SWR 2004) |

## Deutschsprachiger Kurzwellenrundfunk

### Bestehende deutschsprachige Kurzwellenausstrahlungen diverser Sendestationen
Diese Liste führt Sender, die einzelne Sendungen auf Kurzwellen in deutscher Sprache senden (Stand Januar 2022).
| Internationale Auslandssender: - KBS World Radio (Südkorea) - Radio China International - RAE Buenos Aires (Argentinien) - Radio Kairo (Ägypten; unregelmäßig) - Radio Ö1 International (Österreich) - Radio Rumänien International (teils in DRM) - Radio Taiwan International - Stimme der Türkei - Stimme Indonesiens - Stimme Koreas (Nordkorea) - Stimme Vietnams über Verbreitung über den Anbieter Shortwaveservice: - Polnischer Rundfunk - Radiostation Belarus - Radio Prag International (Tschechien) - Radio Slowakei International - Radio Tirana (Albanien) - Radio Ukraine - Radio Vatikan - Schweizer Radio und Fernsehen | Sonstige: - Channel 292 (Sitz Deutschland); über dessen Sender zeitweise - artistRadio - JAKE-FM - Korches-Radio - Radio DARC - Radio Ohne Namen - Radio PowerRumpel - Radio Sylvia - RNI Goldrausch - SM Radio Dessau - Welle 370 - Deutscher Wetterdienst (Seewetterbericht) - Ev. Missions-Gemeinden - Funklust (in DRM) - HCJB Deutschland; über dessen Sender zeitweise - AK biblische Ethik in der Medizin - Gemeindehilfsbund - Licht des Evangeliums - Lutherische Stunde - Missionswerk Neues Leben - Radio ZP 30 - St.-Martini-Gemeinde Bremen - HCJB Quito - Radio Europa 24 - Radio Joystick - Radio Mi Amigo - Radio Öömrang - Radio popEXPRESS - Radio SE-TA 2 - Shortwaveservice; über dessen Sender zeitweise Auslandsrundfunk gem. linker Spalte - Welle 370 - World’s Last Chance Radio |

### Frühere deutschsprachige Kurzwellenausstrahlungen von Stationen
Diese Liste führt wichtige Sender, die ehemals auf Kurzwellen sendeten.
| Internationale Auslandssender: - Londoner Rundfunk - IRIB Teheran - Kol Israel – The Voice of Israel - Radio Australia - Radio Canada International - Radio Exterior de España - Radio France Internationale - Radio Japan (NHK) - Radio Luxemburg - Radio Nederland Wereldomroep - Radio Pridnestrowje (ehemals Radio Dniester International) | - Radio Thailand - Radio Ukraine International - Radiodifusión Argentina al Exterior - Stimme Griechenlands - Stimme Russlands (ehemals Radio Moskau) - Radio Schweden Nationale Sender auf Kurzwelle: - All India Radio - Radio Monte Carlo | US-amerikanische Auslandssender: - Voice of America - Radio and TV Martí - Radio Farda - Radio Free Asia - Radio Free Europe/Radio Liberty Missionssender / Religiöse Programme: - Adventist World Radio - Radio HCJB Stimme der Anden (Ecuator) - Radio Sawa - Trans World Radio Ehemalige Auslandssender: - Radio Berlin International - Radio Österreich International - Schweizer Radio International |

## Kurzwellenempfang als Hobby
Nach dem Zweiten Weltkrieg etablierte sich in den westlichen Staaten parallel zum Amateurfunkwesen der Empfang von Kurzwellensendungen als Hobby. Die Abkürzung aus der Funk-Syntax für den Empfang von weit entfernten Radiosendern „DX“ (distant exchange) wurde als Bezeichnung für das Hobby übernommen und die Tätigkeit „DXen“ genannt. Daraus entwickelte sich eine eigene Kultur mit Hobbyclubs wie der Assoziation Deutschsprachiger Kurzwellenhörer (ADDX) und der Arbeitsgemeinschaft DX (AGDX). Auch bildete sich ein eigenes Verhältnis von Rundfunkproduzenten und der technisch interessierten Hörerschaft, den DXern, heraus. DXer schickten Empfangsberichte mit Angaben zur Empfangsqualität an die Rundfunkanstalten und diese bestätigten den Empfang häufig mit QSL-Karten. Die Karten wurden zu beliebten Sammlerobjekten und dem „Nachweis“ rare Sender empfangen zu haben. Ursprünglich waren die Empfangsberichte für die Sender interessant, um Rückschlüsse über die Empfangsqualität im Zielgebiet ziehen zu können. In den Berichten wurde häufig das SINPO-System (Signalstärke, Störungen, Nebengeräusche und Schwund) oder das aus der Amateurfunktechnik kommende RST-System verwendet. Der Nutzen der Berichte wurde mit der technischen Weiterentwicklung immer marginaler, jedoch blieben sie als Form der Hörerbindung bestehen.
Einige Auslandsdienste betrieben eigene Abteilungen für den Hörerkontakt und trieben dafür großen Aufwand. Die Sender legten teilweise der Hörerkorrespondenz Souvenirs, Aufkleber oder Wimpel bei. Auch diese wurden von vielen DXern gesammelt.

## Technik

### Sendetechnik
Die Sendetechnik für den Kurzwellenrundfunk ist raum- und energieintensiv. Kurzwellenrundfunksender größerer Programmanbieter wurden meist als Anlagen mit mehreren zuschaltbaren Antennen-Systemen für die Abstrahlung in unterschiedliche Richtungen gebaut. Entsprechend der Wellenlänge waren die Antennennetzwerke (Yagi-Antennen, Langdrahtantennen, seltener selbststrahlende Masten etc.) auch wesentlich größer als bei UKW-Sendern.
Gesendet wird in Amplitudenmodulation, seltener auch in der Restseitenbandmodulation (AM-Träger mit nur einem Seitenband). Diese auch für den Mittel- und Langwellenrundfunk verwendete Modulationsart ist empfängerseitig technisch leicht zu demodulieren.

### Empfangstechnik
Röhrenbasierte Empfangsgeräte gehörten bis in die 1960er Jahre zum Standard. Mit der Markteinführung der Transistortechnik wurden die Kurzwellen-Empfänger kleiner und portabler. In den 1970er und 1980er Jahren boten die Hersteller von Unterhaltungselektronik, wie Sony, Grundig, AEG, Technics (Panasonic) spezielle Empfänger für den Kurzwellenempfang an, die als Weltempfänger beworben wurden.
Ab den 1990er Jahren verschmolz Empfangs- und Computertechnik zunehmend. Während die noch notwendige HF-Technik und Antennenabstimmung extern in einer Blackbox verbleibt und mittels Bus-Systemen geregelt wird, erledigt die Signalverarbeitung der Prozessor des PCs. Diese Software Defined Radios (SDR) gehören seit den 2000er Jahren zum Standard und ermöglichen Bereichsanalysen mittels Wasserfalldiagramme. Als technische Spielerei werden auch WebSDRs betrieben, womit mittels eines Browsers auf offene SDR-Empfänger weltweit zugegriffen werden kann. Der WebSDR streamt das Signal live.
Für den Kurzwellenempfang ist die Empfangsantenne von besonderer Bedeutung; eine Antenne die durch ihre Bauform einen Antennengewinn (Richtwirkung und den Wirkungsgrad der Antenne) erzielt, stellt dem Empfänger ein stärkeres Hochfrequenzsignal bereit („Die Antenne ist der beste Hochfrequenzverstärker“).

### Digitalisierung
Einige große Auslandssender versuchen die Kurzwellentechnik für den Betrieb im 21. Jahrhundert zu modifizieren und eine „digitale Kurzwelle“ zu schaffen. Die Betreiber wollen die Vorteile der Kurzwelle nutzen und vorhandene Sendeeinrichtungen weiter betreiben. Dazu gründete sich das Konsortium Digital Radio Mondiale (DRM), das einen eigenen Codier- und Modulationsstandard entwickelte. Am 16. Juni 2003 ging bei der Weltfunkkonferenz (WRC) in Genf das DRM in den Regelbetrieb. Das System wurde für digitale Ausstrahlungen auf Lang-, Mittel- und Kurzwellenbändern entwickelt und in den 2010er Jahren vor allem in Europa eingeführt. Auf der Internationalen Funkausstellung Berlin 2003 wurden erstmals digitale Empfänger mit DRM-Decodierung vorgestellt. Jedoch wurden in Folge kaum Empfangsgeräte produziert, die Verbreitung blieb gering und mit Stand 2019 senden nur noch wenige Rundfunkanstalten in DRM. Das Projekt gilt als weitgehend gescheitert. Auch ein gemeinsamer DRM-Kanal von Deutsche Welle und BBC scheiterte 2010, nachdem das Programm Ende 2008 auf Sendung ging.

## In der Popkultur
In dem Lied des britischen Pop-Rock-Musikers Peter Gabriel aus dem Jahre 1977 Here Comes the Flood beschreibt Gabriel wie er am Anfang seiner Solo-Karriere vom Kurzwellenrundfunk besessen war und immer wieder darüber staunte, wie die Radiosignale stärker wurden, wenn das Tageslicht schwand. Dieses Phänomen wird als Tagesdämpfung bezeichnet. Gabriel schrieb außerdem 1978 den Song On the Air über eine fiktive Figur namens Mozo, einen von der Welt entfremdeten Außenseiter, der versucht, über das Medium Kurzwellen-Radio berühmt zu werden, indem er sich ein Alter Ego ausdenkt, das seinen Bestrebungen entspricht.

## Audiosendungen
- Glenn Hauser’s World of Radio (1980–)
- AWR Wavescan (1995–)
- IBC Shortwave Panorama (Englisch 2017–)
- RÖI Kurzwellenpanorama (1969–2003, von und mit Wolf Harranth)[24]
- AGDX-DX-Programm (2008–)
- Radio. Menschen & Geschichten (2016–)